# Gruppo Sportivo Cotoniere Angri 1930-1931
Questa pagina raccoglie i dati riguardanti il Gruppo Sportivo Cotoniere Angri nelle competizioni ufficiali della stagione 1930-1931.

## Rosa
| N. |                   | Ruolo | Calciatore       |
| -- | ----------------- | ----- | ---------------- |
|    | Italia (bandiera) | P     | Vittorio Alfieri |
|    | Italia (bandiera) | D     | Luigi Bazzano    |
|    | Italia (bandiera) | D     | Busolini         |
|    | Italia (bandiera) | D     | Carlo Ceresole   |
|    | Italia (bandiera) | C     | D'Amore          |
|    | Italia (bandiera) | A     | La Vena          |

| N. |                   | Ruolo | Calciatore       |
| -- | ----------------- | ----- | ---------------- |
|    | Italia (bandiera) | A     | Mario Lovero     |
|    | Italia (bandiera) | C     | Catello Musino   |
|    | Italia (bandiera) | D     | Gennaro Rescigno |
|    | Italia (bandiera) | C     | Panosetti        |
|    | Italia (bandiera) | A     | Antonio Risalbi  |
|    | Italia (bandiera) | A     | Dante Valentino  |